# Antoine Lemoine

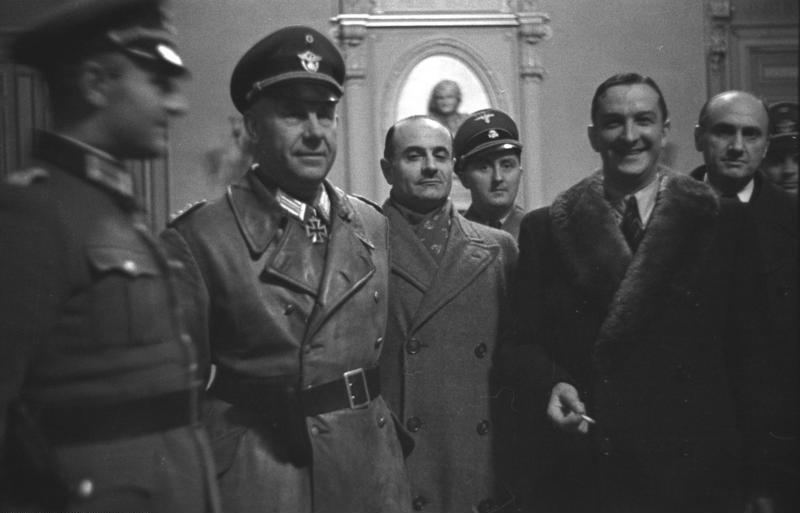
Lemoine (derde van links) bij een overleg in Marseille (1943)

Antoine Jean Marcel Lemoine (Épinal, 13 juli 1888 – Précy-sur-Vrin, 12 september 1958) was een Franse politicus en advocaat
Lemoine studeerde rechtswetenschappen en werd in 1910 lid van het kabinet van de prefect van het departement Meurthe-et-Moselle en was daarna kabinetschef van de prefect van het departement Seine-et-Oise.
Tijdens de Eerste Wereldoorlog was Lemoine van 1914 tot 1915 gemobiliseerd. In 1916 werd hij benoemd tot onderprefect van Loches en daarna Doullens. Lemoine was van 1919 tot 1922 secretaris-generaal van het departement Aisne en werd daarna onderprefect in Soissons. In 1929 was hij voor een jaar kabinetsdirecteur van de minister van Handelsmarine. 
Lemoine was achtereenvolgens prefect (préfet) van de departementen Ain (1930-1931), Indre (1931-1934), Indre-et-Loire (1934-1936), Gard (1936-1938) en Loiret (1938-1940).
In 1941 werd Lemoine benoemd tot directeur van corps des gardes de communication. Daarna was hij achtereenvolgens prefect van het departement Haute-Vienne en regionaal-prefect van Limoges (1941-1942) en ten slotte tot prefect van het departement van Bouches-du-Rhône en regionaal-prefect van Marseille (1943).
Lemoine was minister van Binnenlandse Zaken van 30 december 1943 tot 13 juni 1944 namens het Vichy-regime. Hij werd toen vervangen door Joseph Darnand. Hij werd veroordeeld door de Haute Cour de justice tot vijf jaar nationale degradatie en de degradatie werd onmiddellijk opgeheven op grond van daden van verzet.